# هشام خليل
هشام خلـيل (8 نوفمبر 1963 - ) هو لاعب كرة سلة مصري في مركز الوسط، شارك في الألعاب الأولمبية الصيفية 1988 وبطولة كأس العالم لكرة السلة 1990.

## وصلات خارجية
- هشام خلـيل على موقع الاتحاد الدولي لكرة السلة (الإنجليزية)
- هشام خلـيل على موقع سبورتس رفرنس (الإنجليزية)
- هشام خلـيل على موقع أوليمبيديا (الإنجليزية)